# Agronic
Agronic Oy (Agronic Ltd рус. Агроник) — финская машиностроительная компания, производящая сельскохозяйственную технику, расположена в городе Хаапавеси, Северная Остроботния, Финляндия. 
Имеет дочернюю компанию Prodevice Oy, разрабатывающую и изготавливающую программное обеспечение и электронные системы управления.
Компания Agronic Oy оперирует в соответствии с международными стандартами ISO 9001 и ISO 14001.

## История
Во время кризиса 1990-х Эркки Кивеля и Урпо Куронен основали в 1993 году собственное предприятие по производству сельскохозяйственной техники. Основная продукция включается себя обмотчики рулонов, пресс-подборчики, валкообразователи, цистерны и прицепные системы для внесения жидких органических удобрений. Agronic Oy занимает разработкой, проектирование, производством и тестированием оборудования.
В 2011 году Agronic Oy стал лауреатом государственной премии за «Выдающееся предпринимательство». Победители выбираются комитетом, в который входят представители Федерации финских предприятий, Финской ассоциации трудящихся, Фонд предпринимателей и Fennia. Основными критериями оценки являются постоянное развитие и обновление продyктов, успех в международной конкуренции и преемственность предпримательства..
Компания признана крупнейшим корпоративным налогоплатильщиком города Хаапавеси в 2013 году, выплатив в бюджет 220 тысяч евро.
В настоящее время Agronic Oy является лидером в Скандинавии по производству цистерн для внесения жидких органических удобрений. Около 50 % продукции идёт на экспорт в более 20 стран мира.